# Joegoslavië op het Europees kampioenschap voetbal 2000
Joegoslavië was een van de deelnemende landen op het Europees kampioenschap voetbal 2000 in Nederland en België. Het was de vijfde deelname voor het land. Joegoslavië strandde in de kwartfinale van het Europees kampioenschap.

## Kwalificatie
Joegoslavië speelden in Groep 8 van de kwalificatie voor het Europees Kampioenschap samen met Ierland, Kroatië, Macedonië en Malta. Joegoslavië kwalificeerde zich rechtstreeks door eerste te eindigen in de poule.

### Kwalificatieduels
| 18 november 1998 | Joegoslavië | 1–0 (0-0) | Ierland     |
| 10 februari 1999 | Malta       | 0–3 (0-1) | Joegoslavië |
| 8 juni 1999      | Joegoslavië | 4–1 (1-1) | Malta       |
| 18 augustus 1999 | Joegoslavië | 0–0 (0-0) | Kroatië     |
| 1 september 1999 | Ierland     | 2–1 (0-0) | Joegoslavië |
| 5 september 1999 | Joegoslavië | 3–1 (1-0) | Macedonië   |
| 8 september 1999 | Macedonië   | 2–4 (0-4) | Joegoslavië |
| 9 oktober 1999   | Kroatië     | 2–2 (1-2) | Joegoslavië |

|   | Land        | Wed | W | G | V | DV | DT | DS  | Pnt |
| - | ----------- | --- | - | - | - | -- | -- | --- | --- |
| 1 | Joegoslavië | 8   | 5 | 2 | 1 | 18 | 8  | +10 | 17  |
| 2 | Ierland     | 8   | 5 | 1 | 2 | 14 | 6  | +8  | 16  |
| 3 | Kroatië     | 8   | 4 | 3 | 1 | 13 | 9  | +4  | 15  |
| 4 | Macedonië   | 8   | 2 | 2 | 4 | 13 | 14 | -1  | 8   |
| 5 | Malta       | 8   | 0 | 0 | 8 | 6  | 27 | -21 | 0   |

### Gebruikte spelers
Bondscoach Vujadin Boskov gebruikte 24 verschillende spelers in de acht kwalificatieduels voor het Europees kampioenschap.
| Naam                 | Wedstrijden | Minuten | Doelpunten |   |   |
| -------------------- | ----------- | ------- | ---------- | - | - |
| Miroslav Djukić      | 8           | 720     | 0          | 0 | 0 |
| Predrag Mijatović    | 8           | 703     | 3          | 0 | 1 |
| Dejan Stanković      | 8           | 672     | 3          | 0 | 3 |
| Savo Milošević       | 8           | 507     | 4          | 3 | 3 |
| Slavisa Jokanović    | 7           | 630     | 0          | 0 | 0 |
| Ljubinko Drulović    | 7           | 327     | 1          | 5 | 0 |
| Darko Kovačević      | 7           | 302     | 1          | 4 | 2 |
| Ivica Kralj          | 6           | 540     | 0          | 0 | 0 |
| Siniša Mihajlović    | 6           | 518     | 0          | 0 | 1 |
| Zoran Mirković       | 6           | 445     | 0          | 0 | 2 |
| Goran Djorović       | 5           | 405     | 0          | 0 | 1 |
| Albert Nadj          | 5           | 355     | 2          | 0 | 3 |
| Dragan Stojković     | 5           | 283     | 2          | 0 | 5 |
| Dejan Savićević      | 4           | 140     | 1          | 3 | 1 |
| Iovan Stanković      | 3           | 254     | 0          | 0 | 1 |
| Niša Saveljić        | 3           | 202     | 0          | 1 | 0 |
| Nenad Grozdić        | 3           | 38      | 0          | 3 | 0 |
| Aleksander Kocic     | 2           | 180     | 0          | 0 | 0 |
| Mladen Krstajić      | 2           | 180     | 0          | 0 | 0 |
| Slobodan Komljenović | 2           | 135     | 0          | 1 | 0 |
| Drazen Bolić         | 2           | 128     | 0          | 1 | 0 |
| Dejan Govedarica     | 2           | 106     | 0          | 1 | 0 |
| Vladimir Jugović     | 1           | 84      | 0          | 0 | 1 |
| Djordje Tomic        | 1           | 16      | 0          | 1 | 0 |

## Wedstrijden op het Europees kampioenschap

### Groep B
| Land        | Wed | Win | Gel | Ver | DV | DT | +/− | Pnt |
| ----------- | --- | --- | --- | --- | -- | -- | --- | --- |
| Spanje      | 3   | 2   | 0   | 1   | 6  | 5  | 1   | 6   |
| Joegoslavië | 3   | 1   | 1   | 1   | 7  | 7  | 0   | 4   |
| Noorwegen   | 3   | 1   | 1   | 1   | 1  | 1  | 0   | 4   |
| Slovenië    | 3   | 0   | 2   | 1   | 4  | 5  | -1  | 2   |

|                                           |                                                             |       |                                                        | |
| 13 juni 2000 «onderlinge duels» 20:45 uur | Joegoslavië                                                 | 3 – 3 | Slovenië                                               | Stade du Pays de Charleroi, Charleroi Toeschouwers: 16.478 Scheidsrechter: Vítor Melo Pereira (POR) |
| 13 juni 2000 «onderlinge duels» 20:45 uur | Savo Milošević 67' Ljubinko Drulović 70' Savo Milošević 73' |       | 23' Zlatko Zahovič 52' Miran Pavlin 57' Zlatko Zahovič | Stade du Pays de Charleroi, Charleroi Toeschouwers: 16.478 Scheidsrechter: Vítor Melo Pereira (POR) |

|                                           |           |                   |             |                                                                                     |
| 18 juni 2000 «onderlinge duels» 20:45 uur | Noorwegen | 0 – 1             | Joegoslavië | Stade Maurice Dufrasne, Luik Toeschouwers: 25.000 Scheidsrechter: Hugh Dallas (SCO) |
| 18 juni 2000 «onderlinge duels» 20:45 uur |           | 8' Savo Milošević |             | Stade Maurice Dufrasne, Luik Toeschouwers: 25.000 Scheidsrechter: Hugh Dallas (SCO) |

|                                           |                                                                  |       |                                                                                      |                                                                                        |
| 21 juni 2000 «onderlinge duels» 18:00 uur | Joegoslavië                                                      | 3 – 4 | Spanje                                                                               | Jan Breydelstadion, Brugge Toeschouwers: 24.000 Scheidsrechter: Gilles Veissière (FRA) |
| 21 juni 2000 «onderlinge duels» 18:00 uur | Savo Milošević 30' Dejan Govedarica 50' Slobodan Komljenović 75' |       | 38' Alfonso Pérez 51' Pedro Munitis 90+4' (pen.) Gaizka Mendieta 90+6' Alfonso Pérez | Jan Breydelstadion, Brugge Toeschouwers: 24.000 Scheidsrechter: Gilles Veissière (FRA) |

### Kwartfinale
|                                           | |       |                      |                                                                                             |
| 25 juni 2000 «onderlinge duels» 18:00 uur | Nederland | 6 – 1 | Joegoslavië          | Stadion Feijenoord, Rotterdam Toeschouwers: 47.700 Scheidsrechter: José Garcia Aranda (ESP) |
| 25 juni 2000 «onderlinge duels» 18:00 uur | Patrick Kluivert 24' Patrick Kluivert 38' Dejan Govedarica 51' (e.d.) Patrick Kluivert 54' Marc Overmars 78' Marc Overmars 90' |       | 90+1' Savo Milošević | Stadion Feijenoord, Rotterdam Toeschouwers: 47.700 Scheidsrechter: José Garcia Aranda (ESP) |

Poule A:
 Duitsland ·
 Roemenië ·
 Portugal ·
 Engeland
Poule B:
 België ·
 Zweden ·
 Turkije ·
 Italië
Poule C:
 Spanje ·
 Noorwegen ·
 Joegoslavië ·
 Slovenië
Poule D:
 Frankrijk ·
 Denemarken ·
 Nederland ·
 Tsjechië
FSJ · A-internationals · Bondscoaches · Selecties · Joegoslavisch vrouwenelftal · Joegoslavië U21 · Joegoslavië U19 · Joegoslavië U18 · Joegoslavië U17 · Joegoslavië U16
1920 – 1929 ·
1930 – 1939 ·
1940 – 1949 ·
1950 – 1959 ·
1960 – 1969 ·
1970 – 1979 ·
1980 – 1989 ·
1990 – 1999 ·
2000 – 2002
EK 1960 · 
EK 1968 · 
EK 1976 · 
EK 1984 · 
EK 2000
WK 1930 · 
WK 1950 · 
WK 1954 · 
WK 1958 · 
WK 1962 · 
WK 1974 · 
WK 1982 · 
WK 1990 · 
WK 1998 · 
OS 1920 · 
OS 1924 · 
OS 1928 · 
OS 1948 · 
OS 1952 · 
OS 1956 · 
OS 1960 · 
OS 1980 · 
OS 1984 · 
OS 1988
1920 · 
1921 · 
1922 · 
1923 · 
1924 · 
1925 · 
1926 · 
1927 · 
1928 · 
1929 · 
1930 · 
1931 · 
1932 · 
1933 · 
1934 · 
1935 · 
1936 · 
1937 · 
1938 · 
1939 · 
1940 · 
1941 · 
1942 · 1943 · 1944 · 1945 · 
1946 · 
1947 · 
1948 · 
1949 · 
1950 · 
1952 · 
1952 · 
1953 · 
1954 · 
1955 · 
1956 · 
1957 · 
1958 · 
1959 · 
1960 · 
1961 · 
1962 · 
1963 · 
1964 · 
1965 · 
1966 · 
1967 · 
1968 · 
1969 · 
1970 · 
1971 · 
1972 · 
1973 · 
1974 · 
1975 · 
1976 · 
1977 · 
1978 · 
1979 · 
1980 · 
1981 · 
1982 · 
1983 · 
1984 · 
1985 · 
1986 · 
1987 · 
1988 · 
1989 · 
1990 · 
1991 · 
1992 · 
1993 · 
1994 · 
1995 · 
1996 · 
1997 · 
1998 · 
1999 · 
2000 · 
2001 · 
2002 · 
Albanië ·
Algerije ·
Argentinië ·
Bangladesh ·
België ·
Bolivia ·
Bosnië en Herzegovina · 
Brazilië ·
Bulgarije ·
Canada ·
Chili ·
China ·
Colombia ·
Congo-Kinshasa ·
Costa Rica ·
Cyprus ·
Denemarken ·
DDR ·
Duitsland ·
Ecuador ·
Egypte ·
El Salvador · 
Engeland ·
Ethiopië ·
Faeröer ·
Finland ·
Frankrijk ·
Ghana · 
Griekenland ·
Honduras ·
Hongarije ·
Hongkong ·
Ierland ·
Indonesië ·
Iran ·
Israël ·
Italië ·
Japan ·
Kroatië ·
Luxemburg ·
Malta ·
Marokko ·
Mexico ·
Nederland ·
Nigeria ·
Noord-Ierland ·
Noord-Macedonië ·
Noorwegen ·
Oekraïne ·
Oostenrijk ·
Paraguay ·
Peru · 
Polen ·
Portugal ·
Roemenië ·
Rusland ·
Saarland ·
Schotland ·
Slovenië ·
Slowakije ·
Sovjet-Unie ·
Spanje ·
Tsjechië ·
Tsjecho-Slowakije ·
Tunesië ·
Turkije ·
Uruguay ·
Venezuela ·
Verenigde Arabische Emiraten ·
Verenigde Staten ·
Wales ·
Zuid-Korea ·
Zweden ·
Zwitserland